# 普伊特科格爾山
46°58′53″N 10°54′05″E / 46.98139°N 10.90139°E

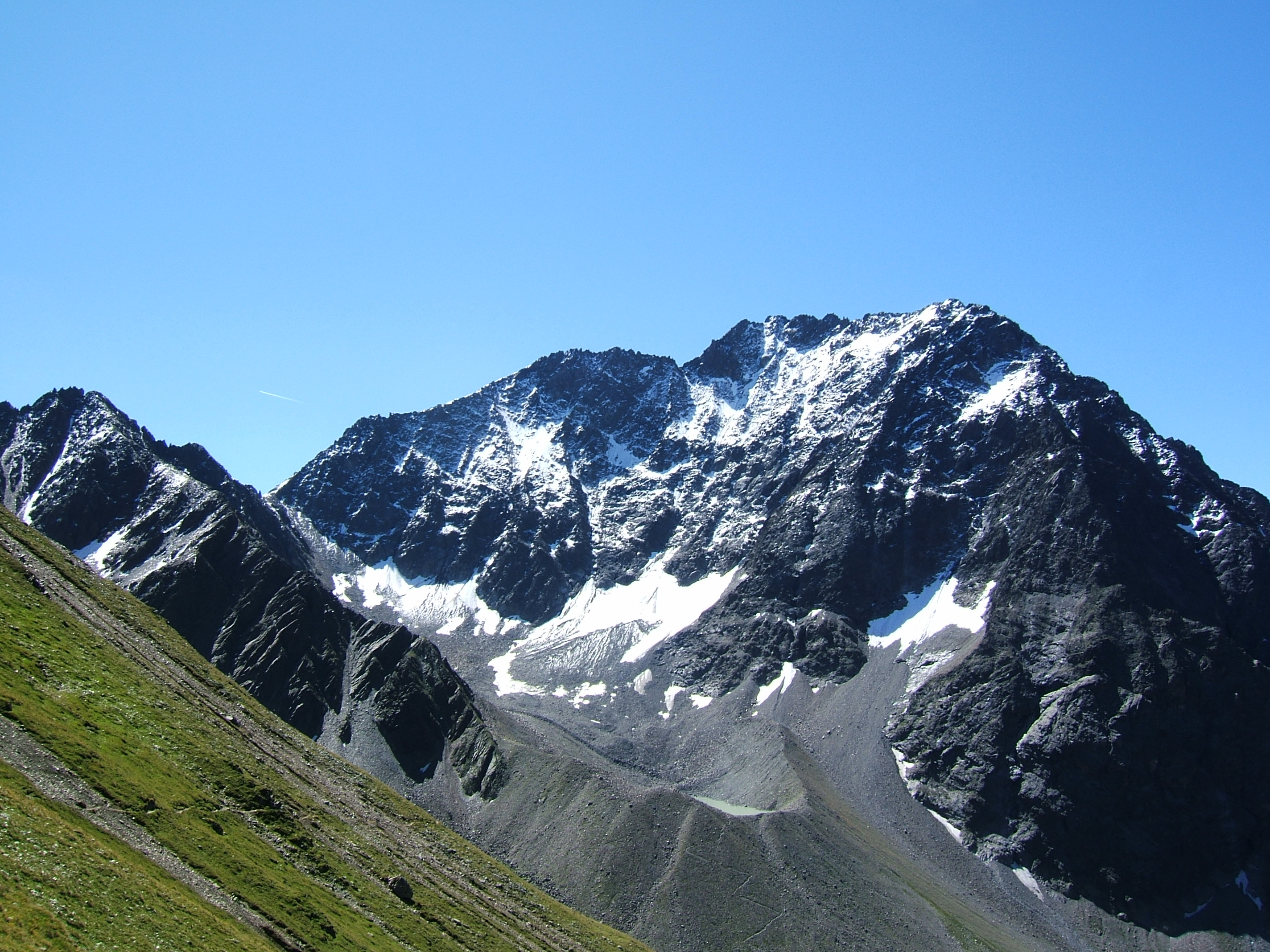

普伊特科格爾山（德語：Puitkogel），是奧地利的山峰，位於該國西部，由蒂羅爾州負責管轄，屬於奧茲塔爾阿爾卑斯山脈的一部分，海拔高度3,345米，每年平均降雨量1,357毫米，人類在1894年8月29日首次登頂。